# That's What Little Girls Are Made Of
"That's What Little Girls Are Made Of" (Tiếng Việt: Đó Chính Là Những Gì Những Cô Bé Có Thể Làm) là đĩa đơn đầu tay của ca sĩ người Mĩ Raven-Symoné cùng rapper Missy Elliott, được trích từ album phòng thu đầu tay của cô mang tên Here's to New Dreams. Ca khúc được viết bởi Missy Elliott, nhưng lại được ghi tên đầy đủ của cô là "Melissa Elliott." Đây là ca khúc thành công nhất từ trước đến nay của Symoné.

## Danh sách ca khúc
12"
1. "That's What Little Girls Are Made Of" — 3:15

Cassette
1. "That's What Little Girls Are Made Of"— 3:15

Vinyl, 12"
1. "That's What Little Girls Are Made Of" (Extended Dub Remix) — 5:25
2. "That's What Little Girls Are Made Of" (Bogle Mix) — 3:52
3. "That's What Little Girls Are Made Of" (Raggamuffin Dub Semi-Nhạc nền) — 3:56

CD, Vinyl, 12", Quảng bá
1. "That's What Little Girls Are Made Of" (Bản album) — 5:25
2. "That's What Little Girls Are Made Of" (Album Dub Version) — 3:52
3. "That's What Little Girls Are Made Of" (Dub Remix Radio Edit) — 5:28
4. "That's What Little Girls Are Made Of" (Boogie Mix) — 3:52
5. "That's What Little Girls Are Made Of" (Extended Dub-Nhạc nền) — 5:27
6. "That's What Little Girls Are Made Of" (Raggamuffin Dub Semi-Nhạc nền) — 3:56

## Xếp hạng
| Bảng xếp hạng (1993)                              | Vị trí |
| ------------------------------------------------- | ------ |
| U.S. Billboard Hot 100                            | 68     |
| U.S. Billboard Hot R&B/Hip-Hop Songs              | 47     |
| U.S. Billboard Hot Dance Music/Maxi-Singles Sales | 43     |
| U.S. Billboard Rhythmic Top 40                    | 39     |